# Jacques Gouin de Beauchene
Jacques Gouin de Beauchene (Saint-Malo, 1652 - Saint-Malo, 1730) was een Frans ontdekkingsreiziger. Zijn naam wordt ook wel gespeld als Beauchesne en Beauschene. Hij werd geboren in de regio Bretagne, en overleed daar ook, op 78-jarige leeftijd in zijn geboorteplaats.
Hij was de kapitein van het schip de Phelupeau (of Phelypeau) dat in 1699 de Straat Magellaan binnenvoer, en hij benoemde een eiland (een van de wat nu de Falklandeilanden heet) naar Lodewijk en de baai naar de Dauphine. Toen hij in 1701 weer vertrok ontdekte hij Beauchene-eiland, wat naar hem vernoemd werd. Hij was de eerste Fransman die Kaap Hoorn van west naar oost heeft gevaren, en hij begon de handelsrelaties tussen Frankrijk, Peru en Chili.